# Pierre Nkurunziza
Pierre Nkurunziza, född 18 december 1964 i Bujumbura, död 8 juni 2020 i Karuzi, var en burundisk politiker. Han valdes den 19 augusti 2005 till president i Burundi och tillträdde sitt ämbete den 26 augusti, och innehade sedan presidentposten fram till sin död 2020. Nkurunziza tillhörde hutu-folket.

## Biografi
När det burundiska inbördeskriget utbröt då den demokratiska presidenten Melchior Ndadaye av etniciteten hutu mördades av tutsi-rebeller, arbetade Nkurunziza som lektor vid Université du Burundi. År 1995 var Nkurunziza nära att mista livet, då 200 studenter miste livet när universitets campus attackerades av tutsi-soldater. Senare samma år gick han in i CNDD–FDD som soldat och tog upp kampen mot den tutsi-dominerade regeringen.
Stora protester utbröt den 25 april 2015, då han lät sig nomineras som kandidat till presidentposten för tredje gången, trots att det går emot konstitutionen. Nkurunziza blev slutligen vinnare av valet den 21 juli, med 69,41 procent av rösterna.
Månaderna före sin död bestämde han sig för att nedstiga från makten och låta Évariste Ndayishimiye, som vann presidentvalet i maj 2020, ta över. Det var planerat att Nkurunziza skulle få en pension motsvarande senators lön och hederstiteln "landets högste beskyddare"
Nkurunziza hade ett eget fotbollslag (Hallelujah FC) och en kör med sig på resor. Betydelsen av hans efternamn på språket kirundi är goda nyheter.